# Yahya al-Qàdir
Yahya ibn Hixam ibn Dhi-n-Nun al-Qàdir bi-L·lah (àrab: يحيى بن هشام بن ذي النون القادر بالله, Yaḥya b. Hixām b. Ḏi n-Nūn al-Qādir bi-Llāh), més conegut simplement com Yahya al-Qàdir o al-Qàdir, va ser l'últim rei de l'emirat de Tulàytula. Va donar protecció a Alfons VI, quan va fugir del seu germà Sanç II. Sanç havia empresonat a Alfons perquè volia aconseguir les terres que el seu pare (Ferran I) havia entregat als seus germans (Sanç, Alfons, García, Elvira i Urraca).
Posteriorment, va anar a governar a l'emirat de Balànsiya, ja que el seu poble de Toledo estava dividit en dues parts: els simpatitzants del seu poder i els que estaven en contra, ell patia per la seva vida i va ser llavors quan Alfons va tornar-li el favor de ser refugiat: Alfons va conquerir València amb les tropes d'Álvar Fáñez el febrer de 1086, i es quedà encarregat de la defensa perquè al-Qàdir hi pogués governar i així Alfons quedar-se amb la ciutat de Tulàytula.
Quan els almoràvits van iniciar la conquesta de la península i derrotaren als castellans a la batalla de Sagrajas, Álvar Fáñez va deixar la ciutat i al-Qàdir va creure que la seva ciutat estava en perill de caure en mans d'Àhmad ibn Yússuf al-Mustaín, emir de Saraqusta i d'al-Múndir Imad-ad-Dawla, de l'emirat de Turtuixa i Dàniyya i dels almoràvits. L'expedició d'al-Múndhir Imad-ad-Dawla va fracassar i Àhmad ibn Yússuf al-Mustaín i Rodrigo Díaz de Vivar van enviar una expedició conjunta, que es va apoderar de la ciutat, i com els cristians eren superiors en nombre, l'emir de Saraqusta es va retirar i el Cid va establir un protectorat sobre la ciutat.
El novembre de 1092, Abu-Issa Lubbun ibn Lubbun, visir de Yahya al-Qàdir, es va revoltar a Morvedre en desacord amb la seva política d'acords amb els cristians i cedeix la seva ciutat a Abd-al-Màlik ibn Hudhayl, l'emir d'Albarrasí a canvi d'una pensió i el dret de viure en Albarrasí. Abd-al-Màlik ibn Hudhayl, per a no molestar el Cid el va prestar vassallatge immediatament. El Cid va poder avituallar les seves tropes en els pobles i castells d'Albarrasí mentre respectava els dominis d'Abd-al-Màlik ibn Hudhayl.